# Due di Picche
I Due di Picche sono stati un gruppo musicale italiano composto dal rapper J-Ax e dal cantante Neffa e attivo nel corso del 2010.

## Storia

### Inizi
Il duo nasce il 6 maggio 2010 quando, tramite una conferenza stampa, i due artisti annunciano di aver instaurato una collaborazione musicale tra loro. La loro prima apparizione avviene l'8 maggio 2010 ai TRL Awards dove suonano il loro singolo d'esordio Faccia come il cuore. Il duo successivamente incide un album che esce il 1º giugno dal titolo C'eravamo tanto odiati. Il titolo prende spunto dal fatto che negli anni novanta, nel fiorire dell'hip hop in Italia, i due artisti hanno preso strade diverse e sono spesso stati uno contro l'altro.
Con il passare del tempo la maturità raggiunta li ha fatti arrivare alla scelta di comporre insieme dei pezzi, fino alla decisione di pubblicare un disco congiuntamente.

### C'eravamo tanto odiati
Il primo singolo estratto è proprio Faccia come il cuore, pezzo con ritmo pop e strofe hip hop, che prende in giro con sarcasmo la società italiana, in cui nessuno ha «voglia di sentire parlare di problemi», giocando sul doppio senso tra la locuzione "faccia come il cuore" e quella più popolare e ben più usata "faccia come il culo". Infine lo street video in bianco e nero della canzone La ballata dei picche.
Il secondo singolo estratto si intitola Fare a meno di te e ottiene un buon successo raggiungendo nella quinta settimana la posizione numero #8 della Top Digital Downloads delle FIMI.
Dal 1º giugno al 12 giugno il duo passa nelle più importanti città italiane per un Trade Tour, ossia un tour in cui gli artisti firmano autografi e si fanno fotografare insieme ai propri fan.

### Dopo lo scioglimento
Dopo lo scioglimento, avvenuto dopo cinque mesi di attività, i due sono rimasti comunque in contatto e hanno continuato a collaborare. Infatti nel disco di J-Ax uscito nel 2011 dal titolo Meglio prima (?) nel brano Farlo con te (strappamutande) troviamo la collaborazione di Neffa, che ha prodotto la strumentale per lui.
Nel 2014, invece, quando J-Ax era sulla poltrona girevole del talent show di Rai Due The Voice of Italy, J-Ax ha chiesto al cantautore di scrivere il brano Lungo la riva per Suor Cristina per la sezione degli inediti del live.
Nel disco di J-Ax Il bello d'esser brutti uscito nel 2015 troviamo il brano Caramelle con Neffa, il quale ha contribuito alla composizione dei brani La tangenziale, Uno di quei giorni e Tutto o niente. Nella riedizione dell'album uscita a fine 2015 inoltre troviamo la versione live del brano che hanno scritto insieme La tangenziale, che J-Ax aveva registrato nella serata del 26 gennaio (la sera prima della giornata dell'uscita del disco) al locale Blue Note, in cui ha voluto ospitare, oltre a Neffa, anche altri ospiti del disco, come Paolo Jannacci, Grido e Fedez.

## Discografia

### Album in studio
- 2010 – C'eravamo tanto odiati

### Singoli
- 2010 – Faccia come il cuore
- 2010 – Fare a meno di te